# Isidre Clopas i Batlle
Isidre Clopas i Batlle (Martorell, 1913 - 7 de febrer de 2001) fou historiador i cronista de Martorell.

## Biografia
Isidre Clopas nasqué l'any 1913 a Martorell, i fou l'únic fill del matrimoni format per Pere Clopas i Sendra i Paulina Batlle i Nicolau. Des de ben jove, Isidre Clopas va estudiar al col·legi Els Convents de Martorell, i fou la seva vocació d'historiador la que projectà d'una manera totalment autodidacta.
Durant molts anys, va ser professor de l'Institut de Martorell, fins que l'any 1945 va ser nomenat conservador del Museu Municipal de Martorell, fundat per Vicenç Ros, aleshores alcalde de la vila, moment en què esdevingué cronista municipal. Entre els anys 1958 i 1961 va ser regidor de Cultura de l'Ajuntament de Martorell. L'any 1966 fou nomenat conservador de l'Enrajolada Casa Museu Santacana i l'any 1972 esdevingué acadèmic de la Reial Acadèmia de Belles Arts de Sant Jordi de Barcelona, de la que passaria a ser-ne membre l'any 1975. Entre els anys 1974 i 1976, Isidre Clopas va ser president del Centre d'Estudis Comarcals del Baix Llobregat.
Isidre Clopas també fou Delegat Comarcal de la Comissaria Provincial d'Excavacions Arqueològiques. A Martorell va realitzar-hi diverses excavacions.
La seva bona amistat amb el filòsof Francesc Pujols i Morgades, que vivia a la Torre de les Hores (Martorell), va propiciar l'edició per part d'Isidre Clopas, d'un anecdotologi, que es publicà el 1953, i que fou reeditat el 2010.
Isidre Clopas es casà amb Arsènia Fisa i Farré, de Corbera de Llobregat, amb qui tingué dues filles: Assumpta (1949) i Paulina (1952).

## Obra

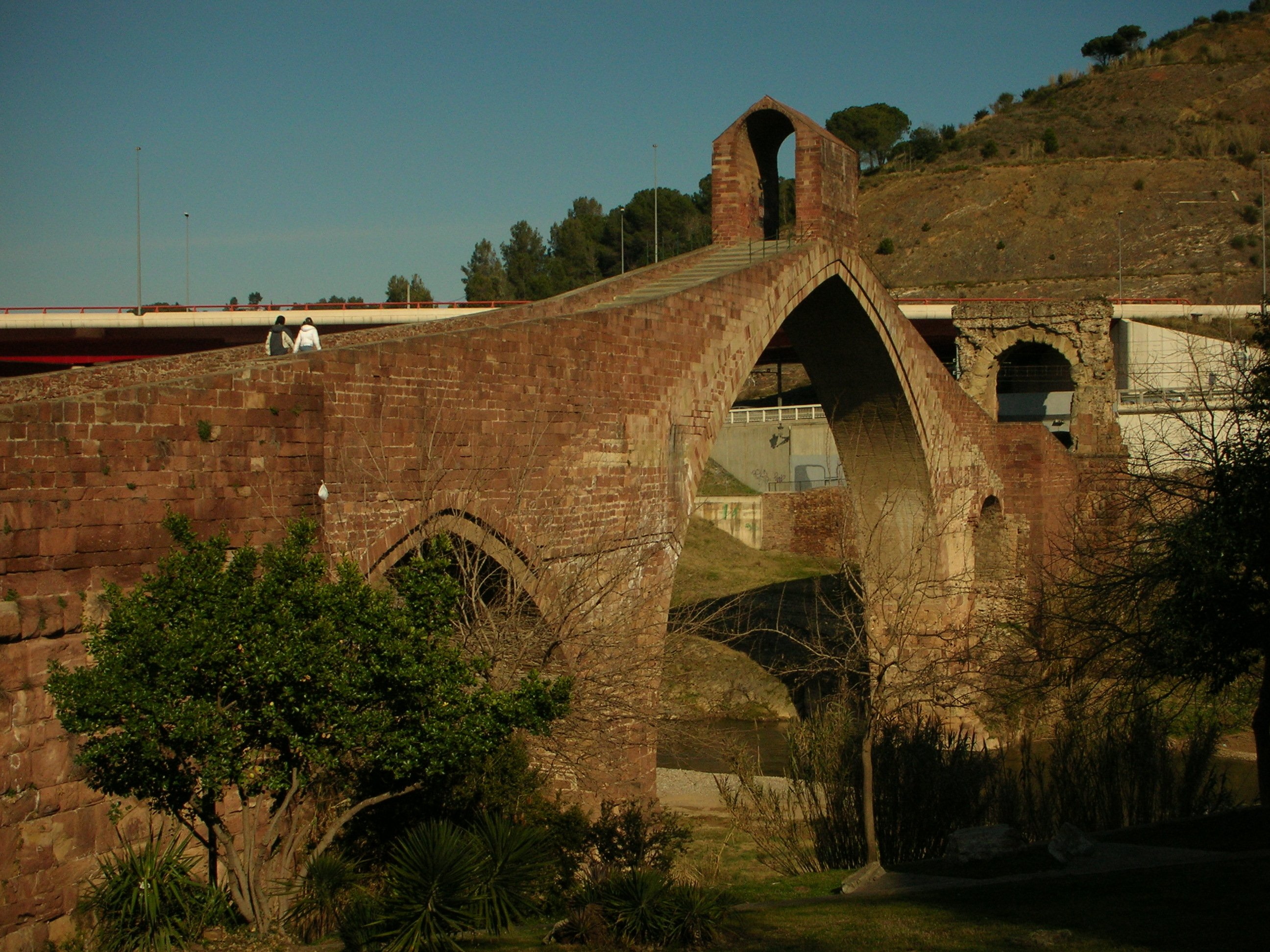
El Pont del Diable (Martorell) fou objecte d'important estudi per part d'Isidre Clopas

- Resumen histórico de Martorell (1945)
- Anecdotologi de Francesc Pujols (1953) reeditat el 2010 Arxivat 2015-09-23 a Wayback Machine..
- Retaule Històric de Molins de Rei (1953)
- Notas históricas de la iglesia parroquial de Martorell (1960)
- Notas históricas del Convento de Capuchinos de Martorell (1961)
- El invicto conde del Llobregat y los hombres de Cataluña en la guerra de la Independencia (1961) Premi Sant Jordi
- Historia y leyenda del Puente del Diablo de Martorell (1963)
- Luís de Requesens: el gran olvidado de Lepanto. Lugarteniente de Don Juan de Austria y gobernador de los estados de Milán y de Flandes (1971)
- Història i llegenda del Pont del Diable (1972)
- Josep Palet Bartomeu, tenor de fama mundial (1979)
- Evocació històrica de les festes de Sant Antoni Abat a Martorell (1984)
- Història de la fotografia i el cinema a Martorell (1990)
- Toponímia històrica de Martorell (1991)
- Ceràmica catalana decorada i terrissa popular: museus, col·leccions i col·leccionistes (1991)
- Les Rajoles catalanes envernissades: els exemples gòtics del Monestir de Poblet, els policroms de la Capella del Roser a Valls i d'altres composicions (1996)

Isidre Clopas també va exercir com a corresponsal de premsa i col·laborador en diversos mitjans de comunicació com ara Las Notícias, Destino, El Correo Catalán o Diario de Barcelona. També va escriure nombrosos articles de contingut històric en publicacions locals com el Semanario Martorell, Vida Parroquial i Solc, i les Notes Històriques de Corbera de Llobregat, d'on era originària la seva família materna. També va ser corresponent a la Real Academia Hispanoamericana de Cadis des del 1967 i col·laborà en els butlletins de l'Institut Municipal d'Història de Barcelona.

## Homenatge
El diumenge 25 de setembre de 2011, l'alcalde de l'Ajuntament de Martorell, Salvador Esteve i Figueras, va destapar una placa en honor d'Isidre Clopas i Batlle, que passava a donar nom a la plaça situada entre els carrers del Mestre Morera i del Doctor Fleming, al barri de Buenos Aires. En l'acte, inclòs en les Jornades Europees del Patrimoni, hi van intervindre l'historiador Ferran Balanza i el Centre d'Estudis Martorellencs.
En la mateixa jornada també es va destapar una placa en honor de l'artista i dibuixant martorellenc Jaume Amat i Bargués, que passaria a donar nom a la plaça del costat de la d'Isidre Clopas. Ambdues celebritats havien estat bones amigues en vida, i precisament es van donar a conèixer a la vegada a través del primer llibre de Clopas, Resumen histórico de Martorell (1945), quan Amat es va estrenar com a dibuixant i il·lustrador.